# Austrofundulus
Austrofundulus ist eine Gattung aus der Familie Rivulidae und gehört zur Gruppe der Eierlegenden Zahnkarpfen. Die Arten dieser Gattung sind Saisonfische und bewohnen temporäre Gewässer im Norden Kolumbiens und Venezuelas sowie in Guyana.

## Merkmale
Laut Hrbek, T., Taphorn, D.C. & Thomerson, J.E. (2005) unterscheiden sich Austrofundulus von den Arten aller anderen Gattungen der Familie Rivulidae mit Ausnahme von der Gattung Rachovia dadurch, dass mindestens die basalen 45 % der Schwanzflosse beschuppt sind. Von der nah verwandten Gattung Rachovia sollen sich Austrofundulus durch mehr Rückenflossenstrahlen, durch eine größere Rückenflossenbasis, durch eine höhere Schuppenanzahl unterscheiden. Weitere Merkmale sind laut Hrbek, T. Taphorn, D.C. & Thomerson, J.E. (2005), dass sich viele Männchen zweier Rachovia-Arten durch einen dunklen Fleck um weiße Flecken auf der Rückenflosse von der Gattung Austrofundulus unterscheiden, und die Anal- und Genitalpapillen bei Austrofundulus in der Regel stark pigmentiert sind, während sie bei Rachovia nur leicht pigmentiert oder unpigmentiert sind.

## Systematik
Laut Costa, W.J.E.M. (2014) haben Hrbek, T. Taphorn, D.C. & Thomerson, J.E. (2005) die beiden Gattungen Austrofundulus und Rachovia anhand von Durchschnittswerten von sich weitgehend überschneidenden morphometrischen und meristischen Merkmalen undeutlich voneinander unterschieden. Da es nicht möglich sei, diese beiden Gattungen weder durch morphologische noch durch molekulare Daten objektiv zu diagnostizieren, solle Austrofundulus als Synonym von Rachovia betrachtet werden. Rachovia, als ein die Gattung Austrofundulus einschließendes Taxon, werde eindeutig diagnostiziert durch das Vorhandensein einer Öffnung in der Hyomandibula nahe der Grenze zum Metapterygoid, durch einen Stirnbuckel in der Prädorsalregion bei alten Männchen, und durch einen ausgeprägten Vorsprung in der posterolateralen Region des Telencephalons, welches medial zusammengewachsen ist.

## Arten
Die Gattung Austrofundulus umfasst folgende sieben Arten:
- Austrofundulus guajira Hrbek, Taphorn & Thomerson, 2005
- Austrofundulus leohoignei Hrbek, Taphorn & Thomerson, 2005
- Austrofundulus leoni Hrbek, Taphorn & Thomerson, 2005
- Austrofundulus limnaeus Schultz, 1949
- Austrofundulus myersi Dahl, 1958
- Austrofundulus rupununi Hrbek, Taphorn & Thomerson, 2005
- Austrofundulus transilis Myers, 1932